# Adenoa
Adenoa je rod iz porodice Passifloraceae, potporodica Turneroideae.
Vrste u ovom rodu su: Adenoa cubensis (Britton & P.Wilson) Arbo